# Ложные песчаные ужи
Ложные песчаные ужи (лат. Psammodynastes) — род змей из семейства Lamprophiidae, обитающий в Азии.

## Описание
Общая длина представителей этого рода колеблется от 60 до 75 см. Имеют расширенную в задней части голову, которая является практически треугольной и уплощённой. Глаза большие с вертикальными зрачками, выступают над поверхностью головы. Наделены 2—3 зубами в передней части верхней челюсти и столько же в задней. Они заметно увеличены и напоминают клыки.

## Образ жизни
Населяют тропические влажные биотопы. Передвигаются по земле или кустарникам, хорошо лазают по деревьям. Активны ночью, питаются ящерицами и грызунами. Эти змеи не ядовиты, но в моменты опасности сворачиваются наподобие гадюк и делают броски с открытой пастью.

## Размножение
Это яйцекладущие змеи.

## Распространение
Обитают в Южной и Юго-Восточной Азии.

## Классификация
На август 2018 года в род включают 2 вида:
- Psammodynastes pictus Günther, 1858 — Ложный песчаный уж Гюнтера
- Psammodynastes pulverulentus (Boie, 1827) — Ложный песчаный уж